# 岩桥镇
岩桥乡，是中华人民共和国湖南省怀化市芷江侗族自治县下辖的一个乡镇级行政单位。

## 行政区划
岩桥乡下辖以下地区：
槐花园村、结连村、台板丘村、板桥村、牛形村、岩桥村、倒塘湾村、四方园村、小河口村、水路田村、石板溪村、桃水村、栗木桥村、三渡溪村、郭家界村、黄梨坳村和巽公坡村。